# آرامگاه ایمکانگچونگ
آرامگاه ایمکانگچونگ (به کره‌ای: 임강총) یک آرامگاه سلطنتی از دوران گوگوریو می‌باشد که به عنوان آرامگاه تپه سنگی (積石塚) نیز شناخته می‌شود، این آرامگاه بر فراز صخره‌ای در کنار رودخانه یالو و در منطقه ته‌وانگجین شهر جی‌آن، استان جیلین چین قرار دارد. به دلیل موقعیتش در ساحل شمالی رودخانه یالو، این مقبره را ایمکانگ‌چونگ می‌نامند. این آرامگاه با عنوان آرامگاه شماره ۴۳ در مجموعه تومولی تونگگو اوسانها (JYM 0043) ثبت شده است.

## ساختار آرامگاه
این آرامگاه بر فراز صخره‌ای در کرانه شمالی رود آمنوک و در منطقه‌ای نسبتاً مرتفع قرار گرفته است. از این رو، هنگامی که از ایمگانگ‌چونگ به آن می‌نگرید، چشم‌انداز تائوانگ‌نئونگ و جانگ‌چونگ به‌روشنی نمایان است و حتی از پایتخت باستانی گونگ‌نائسئونگ نیز می‌توان وجود آن را تأیید کرد. جایگاه منفرد این آرامگاه، در مقایسه با دیگر مقبره‌های سلطنتی یا آرامگاه‌های سنگی بزرگ پیشین، نشانگر گسترش اقتدار پادشاهی در این منطقه است. در کنار این آرامگاه، سازه‌ای به نام «جه‌دائه» (祭臺) وجود دارد که احتمالاً مکانی برای برگزاری آیین‌های تشریفاتی بوده و همچنین تأسیسات زهکشی نیز در آن تعبیه شده است.
این آرامگاه، با طول ۷۱ متر از شرق به غرب، ۷۶ متر از شمال به جنوب و ارتفاع ۱۰ متر، بزرگ‌ترین مقبره سنگی اوایل دوران گوگوریو به‌شمار می‌آید و پس از تائوانگ‌نئونگ و چئونچوچونگ، هیچ مقبره‌ای در این ابعاد وجود ندارد.
نقشه کف این آرامگاه به صورت مربعی با گوشه‌های گرد (مالگاکبانگهیونگ) است که این ویژگی، اهمیت زیادی دارد؛ چراکه بعدها مقبره‌های سنگی به شکل مربع کامل درآمدند و ساخت مقبره‌های گروه تومولی تونگگو نیز با سرعت بیشتری انجام گرفت. آرامگاه ایمگانگ‌چونگ از نوع آرامگاه‌هایی است که دارای مجموعه‌ای از اتاق‌های تدفین است و به نظر می‌رسد مرحله گذار از آرامگاه سنگی به آرامگاه پلکانی سنگی را نشان می‌دهد. هرچند بررسی‌هایی روی آن انجام شده، اما کاوش کاملی صورت نگرفته و هنوز به‌درستی مشخص نیست که این آرامگاه از نوع تدفینی است یا پلکانی.
ظاهر این آرامگاه ساده و بی‌پیرایه است و همانند دیگر آرامگاه‌های سنگی با اتاق تدفین، از سنگ‌های شکسته ساخته شده و تعداد پله‌های آن به چند ده عدد می‌رسد. این بنا ویژگی‌هایی مشترک با آرامگاه‌های سنگی اولیه مانند ماسان‌گو شماره ۶۲۶ و ۲۳۷۸، سانسونگا جئونچانگ شماره ۳۶ و ۱۴۵ و چیلسئونگسان شماره ۸۷۱ دارد و به همین دلیل، احتمال می‌رود زودتر از آرامگاه‌های سلطنتی سوده چانگ و اوسانها شماره ۹۹۲ ساخته شده باشد که کاملاً به شکل اتاق‌های سنگی پلکانی درآمده‌اند.
از ویژگی‌های مشترک این آرامگاه‌ها، وجود گودالی بزرگ در بالای تپه است که گاه به گودال دزد قبر تعبیر می‌شود، اما مشخص نیست که این گودال ناشی از حفاری سارقان بوده یا فروریختگی طبیعی اتاق سنگی یا تدفین. به‌طور کلی، اتاق سنگی (یا تدفین) به عنوان اتاق اصلی دفن در روند تحولات معماری دوره سه پادشاهی پذیرفته شده و این ویژگی در آرامگاه‌های سنگی اولیه دیده می‌شود. با این حال، هم ویژگی‌های سنتی و هم نوین در این آرامگاه دیده می‌شود و همین امر سبب پیچیدگی در نام‌گذاری و طبقه‌بندی این نوع بناها شده است.

## صاحب آرامگاه
در میان آثار کشف‌شده از آرامگاه ایمگانگ‌هونگ، نزدیک به دو هزار کاشی سقف یافت شده است. با این وجود، پژوهش‌های انجام‌شده بر خود این کاشی‌ها، به‌ویژه در مقایسه با گلدسته‌های سقف، چندان گسترده نبوده و اغلب گزارش‌های چینی تنها با عباراتی چون «نمایانگر ظرافت دوران هان» به توصیف آن بسنده کرده‌اند و این آرامگاه را یکی از کهن‌ترین مقبره‌های خوشه تونگگو دانسته‌اند.
همچنین، مته‌ای آهنی از این آرامگاه به دست آمده که با استناد به آن، می‌توان قدمت مقبره را از اواخر سده سوم تا اوایل سده چهارم میلادی، بر پایه گاهشماری شرق آسیا، تعیین کرد. افزون بر این، یک چرخ‌دستی برنزی به شکل مجسمه (چاهال، 車轄) که گمان می‌رود زینت کالسکه بوده، در این آرامگاه کشف شده است. جالب آن‌که نمونه‌ای دقیقاً مشابه از همین چرخ‌دستی در آرامگاه سلطنتی اوسانها شماره ۲۱۱۰ (JYM 2110) نیز یافته شده و به سبب شباهت ساختاری این دو آرامگاه، بیشتر پژوهشگران بر این باورند که هر دو در یک بازه زمانی ساخته شده‌اند.
بر این اساس، ترتیب ساخت آرامگاه‌ها چنین دانسته می‌شود: نخست ایمگانگ‌چونگ/اوسانها شماره ۲۱۱۰، سپس سئودائه‌چونگ/اوسانها شماره ۹۹۲ و پس از آن آرامگاه چئونچوچونگ. با توجه به شواهد، تاریخ ساخت این آرامگاه‌ها عمدتاً از اواخر سده سوم تا اوایل سده چهارم میلادی برآورد می‌شود و پادشاهان گوگوریویی که در این دوره درگذشته‌اند، معمولاً پادشاه سانسانگ و پادشاه دونگچئون دانسته می‌شوند.
دلیل ذکر نام پادشاه سانسانگ آن است که برخی پژوهشگران، به سبب ضعف معیارهای تاریخی در نیمه دوم سده سوم، تاریخ ساخت آرامگاه را تا میانه‌های همان سده بالا می‌برند یا به‌طور کلی آن را به سده سوم نسبت می‌دهند. از این رو، گاهی پادشاه سانسانگ را نیز از نامزدهای صاحب آرامگاه می‌شمارند. همچنین، عنوان سلطنتی و موقعیت آرامگاه با واژه «سانسان» همخوانی دارد. از سوی دیگر، با توجه به رودخانه قدیمی که زیر رود آمنوک یا اوسان کنونی جریان داشته، نام آرامگاه با واژه «دونگچئون» نیز شباهت دارد و بنابراین احتمال داده می‌شود که پادشاه دونگچئون صاحب این آرامگاه باشد، هرچند به‌قطع نمی‌توان اظهار نظر کرد.
پادشاه سئوچئون و پادشاه بونگسانگ نیز از لحاظ زمانی محتمل‌اند، اما نام «سئوسنگ» ابهاماتی ایجاد می‌کند. همچنین این باور وجود دارد که ساخت چنین آرامگاه بزرگی برای پادشاهی تبعیدی چون بونگسانگ‌وانگ دشوار بوده است.
در خصوص ابعاد بزرگ آرامگاه ایمگانگ‌هونگ، این تفسیر نیز مطرح است که اگر این آرامگاه متعلق به دونگچئون‌وانگ باشد، شاید پس از مرگ او، شماری از افراد برگزیده و رعایای وفادار نیز در کنار وی به خاک سپرده شده‌اند و به همین سبب، مقبره تا این اندازه بزرگ ساخته شده است.

## دیگر
در پژوهش‌هایی که بر گوگوریو تمرکز دارند، همواره درباره صاحب آرامگاه ایمگانگ‌چونگ بحث و گفت‌وگو صورت می‌گیرد؛ در حالی که آرامگاه‌های چئونچوچونگ، تائوانگ‌نئونگ و جانگ‌چونگ بیشتر با گاهشماری شرق آسیا پیوند دارند و همواره مورد توجه پژوهشگران گوگوریو و همچنین دیگر محققان تاریخ و باستان‌شناسی دوره سه پادشاهی قرار می‌گیرند. از این رو، آرامگاه ایمگانگ‌چونگ از نظر زمانی تا اندازه‌ای با سه آرامگاه سلطنتی یادشده تفاوت دارد و همین سبب شده که موضوع مالکیت آن کمتر مورد توجه ویژه قرار گیرد. البته، ظهور آرامگاه‌های سنگی از دوره‌های پیشین، به سبب کمبود آثار باستانی و دشواری‌های حفاری، همواره با ابهام همراه بوده است و این امر تا حدودی به دلیل ناکافی بودن شواهد است. افزون بر این، شناسایی همه آرامگاه‌های سلطنتی گوگوریو نیز به‌سادگی ممکن نیست.
جایگاه آرامگاه ایمگانگ‌هونگ‌چونگ فاصله چندانی با تائوانگ‌نئونگ و جانگ‌چونگ‌چونگ ندارد؛ با این حال، این آرامگاه هنوز به عنوان یک جاذبه گردشگری توسعه نیافته و از این رو، برای عموم مردم چندان شناخته‌شده نیست.